# Kanadischer Zander
Der Kanadische Zander (Sander canadensis, Syn.: Stizostedion canadensis), englisch Sauger, ist eine im Süßwasser lebende Art der Familie der Echten Barsche, die dem nahe verwandten Glasaugenbarsch ähnelt. Der Kanadische Zander gehört zu den am weitesten verbreiteten Fischen Nordamerikas und unter den nordamerikanischen Barschen zu denjenigen, bei denen das Wanderverhalten am stärksten ausgeprägt ist.

## Merkmale
Der Kanadische Zander ist ein langgestreckter Barsch mit rundem Körperquerschnitt. Er erreicht gewöhnlich eine Körperlänge von 36 cm TL. Maximal kann er eine Länge von 82 cm TL und ein Gewicht von 4 kg erreichen. In seinem großen, bis hinter die Augen reichenden, endständigen Maul sitzen kräftige Fangzähne, die vorderen Zähne des Oberkiefers sind auch bei geschlossenem Maul sichtbar. Zwischenkieferbein (Prämaxillare), Unterkiefer und Gaumenbein (Palatine) sind bezahnt. Der Kanadische Zander hat zwei weit auseinander stehende Rückenflossen (Dorsale) und eine tief gegabelte Schwanzflosse (Caudale). Die Vordeckel sind gesägt, Kiemendeckel, Wangen, Brust und Bauch sind beschuppt. Die Seitenlinie ist vollständig und gerade, die Anzahl Schuppen auf der Seitenlinie beträgt 87 bis 95 (79 bis 100). Kanadische Zander haben 7 bis 11 Kiemenreusendornen und 43 bis 45 Wirbel.
Seine Grundfärbung ist sandfarben, matt braun oder grau, überlagert von dunklen Flecken. Auf dem Rücken befinden sich drei bis fünf dunkle Bänder, von denen einige bis zu den Seiten verlaufen. An den Seiten finden sich dunkle runde Flecken, am Kopf dunkle Steifen. Die Unterseite von Kopf und Körper ist michig weiß. Die erste Rückenflosse hat einen dunklen Rand, beide Rückenflossen haben Reihen schwarzer Flecken. Die Schwanzflosse ist mehrfach dunkel gebändert, der bauchseitige Flossenlappen kann einen weißen Rand haben. Bauchflossen (Ventrale) und Afterflosse (Anale) sind weißlich mit dunklen Flecken. Die Brustflossen (Pectorale) sind transparent bis leicht gesprenkelt, an der Flossenbasis befindet sich ein dunkler Fleck. Durch das Tapetum lucidum, eine reflektierende Schicht hinter der Netzhaut, erscheinen die Augen silberfarben.
Die erste Rückenflosse hat 10 bis 15 Stachelstrahlen, die zweite 1 bis 2 Stachelstrahlen und 17 bis 19 (16 bis 22) Weichstrahlen. Die Afterflosse hat 2 Stachelstrahlen und 11 bis 13 Weichstrahlen, die Brustflossen 14 bis 16 Weichstrahlen.
Vom Glasaugenbarsch unterscheidet sich der Kanadische Zander durch das Fehlen des schwarzen Flecks an der hinteren Basis seiner ersten Rückenflosse, durch die geringere Beschuppung der Wangen und durch 5 bis 8 Pylorusschläuche (auch Pylorusblindsäcke, pyloric caeca) gegenüber 3 beim Glasaugenbarsch.

## Verbreitung und Lebensraum
Kanadische Zander gehören zu den weitverbreitetsten Fischen Nordamerikas, ihr großes ursprüngliches Verbreitungsgebiet überlappt sich weitläufig mit dem Zentrum des Verbreitungsgebietes des Glasaugenbarsches. Es umfasst das Einzugsgebiet des Mississippi River, das Hudson-Bay-Gebiet, die Großen Seen und das Einzugsgebiet des Sankt-Lorenz-Stroms. Es reicht von Quebec bis Alberta in Kanada und südlich bis Louisiana und Alabama in den Vereinigten Staaten. Aufgrund seines Wanderverhaltens schwankt seine Verbreitung über das Jahr hinweg innerhalb seines Lebensraumes.
Kanadische Zander bewohnen kleine bis große Flüsse mit sandigem und kiesigem Boden, schlammige Becken und Rückstaugewässer. In Seen und Stauseen kommen sie seltener vor. Typisch für seinen Lebensraum sind große, kalte oder warme, oft trübe, langsam fließende Flüsse. Im Süden bewohnt er oft klare Gewässer, selten schwimmt er hinunter in die brackigen Gewässer des Sankt-Lorenz-Stroms.

## Lebensweise
Die Geschlechtsreife wird in einem Alter zwischen zwei und fünf Jahren beziehungsweise bei einer Körperlänge von 25 bis 30 cm erreicht. Kanadische Zander können zum laichen hunderte von Kilometern stromaufwärts wandern. In Seen laichen sie an sandigen und felsigen Ufern und über felsigem Untergrund in Tiefen von 0,6 bis 3,6 m, teilweise werden Seen auch verlassen, um stromaufwärts zu laichen. In Flüssen bevorzugen sie tiefe, felsige Flussläufe. Zur Laichzeit von März bis Juni finden sie sich paarweise oder in kleinen Aggregationen zusammen. Die, je nach Körpergröße des Elterntieres, 10.000 bis 209.000 Eier haben einen Durchmesser von 1 bis 1,9 mm, die Larven sind beim schlüpfen 4,5 bis 6,2 mm lang. Der Dottersack ist nach 7 bis 9 Tagen aufgebraucht, die Larven haben dann eine Länge von 9,4 bis 9,4 mm TL. Die Larven ernähren sich anschließend von Wasserflöhe, Ruderfußkrebsen und Mückenlarven, juvenile und adulte Tiere ernähren sich primär von Fischen. Im Magen von adulten Kanadischen Zander aus dem Gallipolis Pool des Ohio Rivers fanden sich daneben gelegentlich Zehnfußkrebse und verschiedene Gliederfüßer. In Montana können Kanadische Zander ein Alter von etwa 8 Jahren, ansonsten von Süden nach Norden zunehmend, 2 bis 13 Jahre erreichen.
In vielen Bereichen seines Verbreitungsraumes leben Kanadische Zander und Glasaugenbarsche in Sympatrie. Hybride und Rückkreuzungen zwischen den beiden nahe verwandten Fischarten können auftreten. Die Nachkommen werden im Englischen als „Saugeyes“ bezeichnet, sind fruchtbar und morphologisch nur schwer von den Elternarten zu unterscheiden.

## Gefährdung
Befischung, Flusskanalisierungen, Schwankungen der Wassermenge, Migrationsbarrieren, Verlust von Laichplätzen und Aufwuchslebensraum sowie Umweltzerstörung haben zu einem Rückgang des Lebensraumes und der Bestände im gesamten Verbreitungsgebiet geführt. Durch das ausgeprägte Wanderverhalten und die Notwendigkeit vielfältiger Lebensräume während ihres Lebenszyklus sind Kanadische Zander eine der empfindlichsten Barscharten bezüglich der Änderung ihres Lebensraumes. Die IUCN sieht die Bestände allerdings als stabil oder nur langsam abnehmend. Darüber hinaus hat die Art ein großes Verbreitungsgebiet und eine große Anzahl an Subpopulationen. Der Bestand an adulten Tieren ist relativ groß, genaue Zahlen sind aber nicht bekannt. Lokale Bedrohungen können vorhanden sein, insgesamt sind aber keine großen Bedrohungen bekannt, Erhaltungs- oder Schutzmaßnahmen sowie weitere Überwachungs- oder Forschungsmaßnahmen sind derzeit nicht notwendig. Die IUCN stuft den Kanadischen Zander deshalb als nicht gefährdet (Least Concern, LC) ein.

## Taxonomie und Forschungsgeschichte
Die erste formelle Dokumentation des „Sauger“ wurde während der Lewis-und-Clark-Expedition (1804 bis 1806) erstellt und beschrieb Exemplare aus dem Missouri River des heutigen Montana. Bei der Beschreibung der Gattung Stizostedion und dem Ohio River „Lachs Barsch“ Stizostedion salmoneum unterschied Rafinesque (1820) offenbar nicht zwischen „Sauger“ und „Walleye“, seine Ichthyologia ohiensis; or, Natural history of the fishes inhabiting the river Ohio and its tributary streams. enthält Merkmale beider Arten. Erstbeschrieben wurde der Kanadische Zander 1834 von Griffith und Smith als Lucioperca canadense. 1880 wurde der Kanadische Zander als Stizostedion canadense der Gattung Stizostedion zugeordnet. 1997 wurde Stizostedion von Maurice Kottelat, unterstützt vom Committee on Names of Fishes (ein gemeinsames Komitee der American Fisheries Society und der American Society of Ichthyologists and Herpetologists), zu Sander umbenannt. Die Änderung ist umstritten und wird noch diskutiert. Zur Übereinstimmung mit dem männlichen Geschlecht von Sander wurde der Artzusatz von canadense zu canadensis gewechselt.